# Jean-Pierre Dumont
Jean-Pierre Dumont (Montréal, 1º aprile 1978) è un ex hockeista su ghiaccio canadese.

## Palmarès

### Mondiali
- 1 medaglia:
  - 1 oro (Repubblica Ceca 2004)